# Creu de terme de Sant Sebastià (Calaf)
La Creu de terme de Sant Sebastià és una creu de terme que marca el límit entre els termes de Calaf i Calonge de Segarra (Anoia), situada prop de l'ermita de Sant Sebastià.
Datada al segle xix, està formada per un fust hexagonal de pedra del país molt desgastat, coronat per una senzilla creu de ferro que substitueix la creu original, i una base quadrada de pedra.